# Musikåret 1963

## Händelser
- 11 januari – Världens första diskotek Whisky a-go-go öppnar i Los Angeles.
- 11 februari – The Beatles spelar in sin första LP Please Please Me, på en dag i Abbey Road Studios i London.
- 16 februari – Monica Zetterlunds låt En gång i Stockholm vinner den svenska uttagningen till Eurovision Song Contest på Cirkus i Stockholm [1].
- 23 mars – Grethe Ingmanns och Jørgen Ingmanns låt Dansevise vinner Eurovision Song Contest i London för Danmark [2].
- 9 juli – Första inspelning av "Rosen",[3] Arne Qvick
- 3 november – Brittiska popgruppen The Beatles medverkar i Drop-In i Sveriges Radio-TV utan att väcka större uppmärksamhet [4].
- 8 november – Allan Petterssons Symfoni nr 5 uruppförs i Stockholm av Radioorkestern under ledning av Stig Westerberg.

### Okänt datum
- Svenska popgruppen Hep Stars bildas.
- Den så kallade surfrocken når höjden av sin popularitet, där Beach Boys är en populär grupp.
- Povel Ramel turnerar i Sverige med Knäppupp-gänget [5].

## Priser och utmärkelser
- Medaljen för tonkonstens främjande – Gustaf Aulén och Olof Ling
- Spelmannen – Allan Pettersson

## Årets album
Vänligen sortera soloartister på efternamn, musikgrupper på förstabokstaven (utan engelskans "The" och "A")
- The Beach Boys – Little Deuce Coupe
- The Beach Boys – Surfin' USA
- The Beach Boys – Surfer Girl
- The Beatles – Please Please Me
- The Beatles – With the Beatles
- John Coltrane – Ballads
- John Coltrane – Dakar
- John Coltrane – Duke Ellington & John Coltrane
- John Coltrane – Impressions
- John Coltrane & Johnny Hartman – John Coltrane and Johnny Hartman
- John Coltrane – Kenny Burrell & John Coltrane
- John Coltrane – Stardust
- Miles Davis – Seven Steps to Heaven
- Bob Dylan – The Freewheelin' Bob Dylan
- The Everly Brothers – The Everly Brothers Sing Great Country Hits
- Ella Fitzgerald & Count Basie – Ella and Basie!
- Ella Fitzgerald – Ella Fitzgerald Sings the Jerome Kern Songbook
- Ella Fitzgerald – Ella Sings Broadway
- Ella Fitzgerald – These Are the Blues
- Dexter Gordon – Our Man in Paris
- Herbie Mann – Do the Bossa Nova
- Martha and the Vandellas – Heat Wave
- Thelonious Monk Quartet – Monk's Dream
- Ricky Nelson – It's Up to You
- Roy Orbison – In Dreams
- Peter, Paul, and Mary – Moving
- Sven-Bertil Taube – Carl Michael Bellman, volym 2
- Eje Thelin – So Far
- Fred Åkerström – Fred Åkerström sjunger Ruben Nilson(debut).
- The Ventures – The Ventures Play Telstar and the Lonely Bull

## Årets singlar & hitlåtar
Vänligen sortera soloartister på efternamn, musikgrupper på förstabokstaven (utan engelskans "The" och "A")
- Bobby Bare – Detroit City
- The Beach Boys – Surfin' USA
- The Beatles – From Me to You
- The Beatles – She Loves You
- The Beatles – Please Please Me
- The Beatles – Twist and Shout
- Billy J. Kramer and the Dakotas – Bad to Me
- Billy J. Kramer and the Dakotas – Do You Want to Know a Secret?
- Bobby Vinton – Blue Velvet
- Johnny Cash – Ring of Fire
- The Chantays – Pipeline
- Ray Charles – Take These Chains from My Heart
- Sam Cooke – Another Saturday Night
- The Crystals – Da Doo Ron Ron (When He Walked Me Home)
- The Crystals – Then He Kissed Me
- Johnny Cymbal – Mr. Bass Man
- The Earls – Remember Then
- Freddie and the Dreamers – If You Gotta Make a Fool of Somebody
- Marvin Gaye – Pride and Joy
- Gerry and the Pacemakers – How Do You Do It?
- Gerry and the Pacemakers – I Like It
- Los Índios Tabajaras – Maria Elena
- Lesley Gore – It's My Party
- Lesley Gore – Judy's Turn To Cry
- Lesley Gore – She's a Fool
- Eydie Gorme – Blame it on the Bossa Nova
- Jan and Dean – Surf City
- The Kingsmen – Louie Louie
- Major Lance – The Monkey Time
- Brenda Lee – All Alone Am I
- Barbara Lewis – Hello Stranger
- Little Peggy March – I Will Follow Him
- Trini Lopez – If I Had a Hammer
- Lars Lönndahl – Vårens flickparad
- Lars Lönndahl – Twist till menuett
- Lars Lönndahl & Towa Carson – Gröna, granna, sköna, sanna sommar
- Martha and the Vandellas – (Love Is Like a) Heat Wave
- Garnet Mims – Cry Baby
- The Miracles – Mickey's Monkey
- Roy Orbison – In Dreams
- Roy Orbison – Mean Woman Blues
- Paul and Paula – Hey Paula
- Gene Pitney – Twenty Four Hours from Tulsa
- Elvis Presley – One Broken Heart For Sale
- Elvis Presley – (You're the) Devil in Disguise
- Elvis Presley – Bossa Nova Baby / Witchcraft
- Cliff Richard – Lucky Lips
- The Ronettes – Be My Baby
- Rubby & The Romantics – Our Day Will Come
- Kyu Sakamoto – Sukiyaki
- The Searchers – Sweets for My Sweet
- The Searchers – Sugar and Spice
- The Shadows – Atlantis
- The Shadows – Foot Tapper
- The Surfaris – Wipe Out
- The Swinging Blue Jeans – Hippy Hippy Shake
- Bobby Vee – The Night Has a Thousand Eyes
- Gunnar Wiklund – Vårens flickparad

## Årets sångböcker och psalmböcker
- Sven-Bertil Taube – Så länge skutan kan gå [6]

## Födda
- 4 januari – Till Lindemann, tysk musiker, sångare i Rammstein
- 9 januari – Eric Erlandson, amerikansk gitarrist.
- 10 januari – Catharina Palmér, svensk tonsättare.
- 17 januari – Kai Hansen, tysk rockmusiker i Helloween och Gamma Ray.
- 22 januari – Katarina Leyman, svensk tonsättare.
- 25 januari – Katarina Dalayman, svensk operasångare (sopran).
- 26 januari – Andrew Ridgeley, brittisk musiker, medlem i Wham!.
- 9 februari – Ylva Skog, svensk tonsättare.
- 17 februari – Anders Emilsson, svensk tonsättare, klarinettist, organist och dirigent.
- 1 mars – Thomas Anders, tysk sångare.
- 4 mars – Jason Newsted, amerikansk musiker, basist i Metallica 1986–2001.
- 5 mars – Lotta Engberg, svensk sångare och programledare i TV.
- 18 mars – Vanessa Williams, amerikansk sångare, skådespelare och fotomodell.
- 7 april – Jan Ferm, svensk tonsättare.
- 8 april – Julian Lennon, brittisk musiker, kompositör och skådespelare, son till John Lennon.
- 10 april – Mark Oliver Everett, amerikansk rockmusiker.
- 24 april – Tony Blackplait, amerikansk punkmusiker.
- 26 april – Denniz Pop, eg. Dag Volle, svensk DJ, musikproducent och låtskrivare.
- 29 april – Peter Pontvik, svensk tonsättare, ensembleledare, musikproducent och musikforskare.
- 4 maj – Jonny Axelsson, svensk tonsättare och slagverkare.
- 4 maj – Roland Pöntinen, svensk pianist och tonsättare.
- 5 maj – Dan Berglund, svensk basist.
- 5 maj – James LaBrie, kanadensisk musiker, sångare i Dream Theater.
- 11 maj – Nina Stemme, svensk operasångare (sopran).
- 20 maj – Brian Nash, brittisk musiker, gitarrist i Frankie Goes to Hollywood.
- 7 juli – Vonda Shepard, amerikansk sångare och musiker.
- 15 juli - Kalle Moraeus, svensk musiker.
- 3 augusti – James Hetfield, amerikansk musiker, sångare i Metallica.
- 9 augusti – Whitney Houston, amerikansk sångare.
- 19 augusti – Joey Tempest, eg. Joakim Rolf Larsson, svensk musiker, sångare i Europe.
- 12 september – Jonas Bohlin, svensk tonsättare.
- 19 september – Mats Långbacka, finlandssvensk skådespelare, manusförfattare och producent.
- 11 oktober – Torbjörn Engström, svensk tonsättare och schackspelare.
- 13 oktober – Patric Simmerud, svensk tonsättare och ljudkonstnär.
- 22 oktober – Svante Henryson, svensk kompositör och musiker (cellist och basist).
- 23 oktober – Thomas Di Leva, svensk musiker.
- 25 oktober – John Levén, svensk musiker, basist i Europe.
- 2 november – Jens Johansson, svensk musiker, spelar synth i Stratovarius.
- 12 november – Conny Bloom, svensk kompositör och musiker, gitarrist i Flincka Fingrar.
- 18 november – Gerhard Hoberstorfer, svensk skådespelare, sångare och dansare.
- 25 november – Anders Widmark, svensk jazzpianist och kompositör.
- 5 december – Sebastian Sundblad, svensk vissångare, kompositör och musiker (gitarrist).
- 9 december – Helene Hedsund, svensk tonsättare.
- 12 december – Yulduz Usmanova, uzbekistansk sångare.
- 26 december – Lars Ulrich, amerikansk musiker, trummis i Metallica.
- okänt datum – Anna Eriksson, svensk tonsättare, ljudkonstnär och gitarrist.

## Avlidna
- 2 januari – Dick Powell, 58, amerikansk skådespelare och sångare.
- 6 januari – Gunnar Bohman, 80, svensk författare, kompositör och lutsångare.
- 30 januari – Francis Poulenc, 64, fransk tonsättare och pianist.
- 20 februari – Karin Lönegren, 89, svensk pianist, musikpedagog och tonsättare.
- 5 mars – Patsy Cline, 30, amerikansk countrysångare.
- 5 mars – Ludvig Gentzel, 78, svensk skådespelare och sångare.
- 14 mars – Titus Hultstrand, 69, svensk tonsättare.
- 29 april – Ingvar Wieslander, 45, svensk kompositör och kapellmästare.
- 3 oktober – Arvid Brieand, 77, svensk sångare, sångpedagog och sångtonsättare.
- 11 oktober – Edith Piaf, 47, fransk vissångare.
- 14 december – Dinah Washington, 39, amerikansk R&B-sångare.
- 28 december – Paul Hindemith, 68, tysk kompositör.

### Fotnoter
1. ↑  Poplight - Melodifestivalen.
2. ↑  Poplight - Eurovision Song Contest.
3. ↑   Rosen en 50-årig musikskatt, SR P4 (sverigesradio.se) (läst 30 april 2024)
4. ↑  20:e århundrades När Var Hur - 1963, Bernt Himmelstedt, Forum, 1999
5. ↑  75 år Sverige, Carl-Adam Nycop, Bra Böcker, 1976, sidan 187 - Povel knäcpte upp folket
6. ↑  ”Evert Taubes visböcker med innehåll”. http://www.abc.se/~m8169/taube/taubevis.html. Läst 23 mars 2011.